# خط طول 132° شرق
خط طول 132° شرق هو أحد خطوط الطول الجغرافية، والتي تمتد من القطب الشمالي الجغرافي إلى القطب الجنوبي الجغرافي، وحسب التحويل الزمني يتقدم خط طول 132° شرق عن خط غرينتش بـ8 ساعات و48 دقيقة.

## من القطب إلى القطب
ينطلق خط طول 132° شرق من القطب الشمالي نحو القطب الجنوبي مرورا بالمناطق التي ترد في الجدول التالي:
| الإحداثيات                           | البلد أو الإقليم أو البحر | ملاحظات |
| ------------------------------------ | ------------------------- | --- |
| 90°0′N 132°0′E / 90.000°N 132.000°E  | المحيط المتجمد الشمالي    | |
| 77°0′N 132°0′E / 77.000°N 132.000°E  | بحر لابتيف                | |
| 71°16′N 132°0′E / 71.267°N 132.000°E | روسيا                     | ياقوتيا خاباروفسك كراي — من 58°3′N 132°0′E / 58.050°N 132.000°E Sakha Republic — من 57°46′N 132°0′E / 57.767°N 132.000°E Khabarovsk Krai — من 57°40′N 132°0′E / 57.667°N 132.000°E أوبلاست أمور — من 55°42′N 132°0′E / 55.700°N 132.000°E Khabarovsk Krai — من 54°56′N 132°0′E / 54.933°N 132.000°E Amur Oblast — من 53°9′N 132°0′E / 53.150°N 132.000°E Khabarovsk Krai — من 51°46′N 132°0′E / 51.767°N 132.000°E الأوبلاست اليهودية الذاتية — من 49°23′N 132°0′E / 49.383°N 132.000°E |
| 47°42′N 132°0′E / 47.700°N 132.000°E | جمهورية الصين الشعبية     | هيلونغجيانغ |
| 45°15′N 132°0′E / 45.250°N 132.000°E | روسيا                     | بريمورسكي كراي — مرورا بشرق فلاديفوستوك (في 43°7′N 131°54′E / 43.117°N 131.900°E) |
| 43°6′N 132°0′E / 43.100°N 132.000°E  | بحر اليابان               | مرورا بشرق the صخور ليانكورت (في 37°14′N 131°52′E / 37.233°N 131.867°E) |
| 34°51′N 132°0′E / 34.850°N 132.000°E | اليابان                   | جزيرة هونشو — شيمانه (محافظة) — ياماغوتشي (محافظة) — من 34°22′N 132°0′E / 34.367°N 132.000°E |
| 33°54′N 132°0′E / 33.900°N 132.000°E | بحر سيتو الداخلي          | |
| 33°19′N 132°0′E / 33.317°N 132.000°E | Bungo Channel             | |
| 33°5′N 132°0′E / 33.083°N 132.000°E  | اليابان                   | جزيرة كيوشو، أويتا (محافظة) |
| 32°49′N 132°0′E / 32.817°N 132.000°E | المحيط الهادئ             | مرورا بشرق the جزيرة ولاية سونسورول, بالاو (في 4°39′N 131°58′E / 4.650°N 131.967°E) |
| 0°33′S 132°0′E / 0.550°S 132.000°E   | إندونيسيا                 | جزيرة غينيا الجديدة |
| 1°59′S 132°0′E / 1.983°S 132.000°E   | Berau Bay                 | |
| 2°46′S 132°0′E / 2.767°S 132.000°E   | إندونيسيا                 | جزيرة غينيا الجديدة |
| 2°54′S 132°0′E / 2.900°S 132.000°E   | بحر سيرام                 | |
| 5°18′S 132°0′E / 5.300°S 132.000°E   | إندونيسيا                 | جزيرة Kur |
| 5°22′S 132°0′E / 5.367°S 132.000°E   | بحر باندا                 | |
| 6°59′S 132°0′E / 6.983°S 132.000°E   | إندونيسيا                 | جزيرة Fordata |
| 7°0′S 132°0′E / 7.000°S 132.000°E    | بحر آرافورا               | مرورا بشرق the جزيرة Larat, إندونيسيا (في 7°12′S 131°59′E / 7.200°S 131.983°E) |
| 11°7′S 132°0′E / 11.117°S 132.000°E  | أستراليا                  | إقليم شمالي (أستراليا) — Cobourg Peninsula |
| 11°26′S 132°0′E / 11.433°S 132.000°E | خليج فان ديمن             | |
| 12°17′S 132°0′E / 12.283°S 132.000°E | أستراليا                  | إقليم شمالي (أستراليا) جنوب أستراليا — من 26°0′S 132°0′E / 26.000°S 132.000°E |
| 31°52′S 132°0′E / 31.867°S 132.000°E | المحيط الهندي             | Australian authorities consider this to be part of the المحيط الجنوبي[1][2] |
| 60°0′S 132°0′E / 60.000°S 132.000°E  | المحيط الجنوبي            | |
| 66°11′S 132°0′E / 66.183°S 132.000°E | القارة القطبية الجنوبية   | الإقليم الأسترالي في القارة القطبية الجنوبية، المطالب الإقليمية بالقارة القطبية الجنوبية by أستراليا |